# Agencia de certificación kosher
Una agencia de certificación kosher es una organización que otorga un hechsher (en hebreo: הכשר) (en español: "sello de aprobación") a ingredientes, alimentos envasados, bebidas y productos alimentarios, así como a proveedores de servicios de alimentos e instalaciones en las que se prepara o sirve comida kosher. Esta certificación verifica que los ingredientes, el proceso de producción y el proceso de servicio de los alimentos cumplen con las leyes del kashrut (las leyes judías referentes a la alimentación), según lo estipulado en el Talmud de Babilonia y en el Shulján Aruj, los texto sagrados del judaísmo ortodoxo. La agencia de certificación emplea a los mashgichim (unos supervisores rabínicos) para hacer visitas periódicas a las instalaciones de la empresa y para supervisar la producción de los alimentos y el proceso de envasado de los mismos, con el fin de verificar el cumplimiento de las normas rabínicas. Cada agencia tiene su propio símbolo y su marca registrada que permite a los fabricantes y a los proveedores de servicios alimentarios mostrar en la tienda sus productos con el certificado kosher; el uso de este símbolo puede ser revocado por el incumplimiento de las normas rabínicas y talmúdicas. El alcance de una agencia de certificación kosher se extiende solo a aquellas áreas exigidas por la halajá, la ley judía. Sin embargo, la certificación kosher no es un sustituto de las pruebas de calidad de los alimentos y de su aplicación por parte del gobierno del país, o por parte del sector privado.